# Ivan Romanov
Ivan Romanov (Иван Романов), né le 24 août 1957 à Klaipéda, en Lituanie, (URSS) est un coureur cycliste lituanien. Portant les couleurs de l'URSS jusqu'en 1991, passé professionnel en 1990, il court à partir de 1991 avec la nationalité lituanienne. Menant de pair cyclisme sur piste et cyclisme sur route, c'est dans la première spécialité qu'il monte en deux occasions sur le podium du Championnat du monde  de course aux points masculin : en 1983 il obtient dans la course "amateurs" une médaille de bronze, et dix années plus, en 1992 chez les "professionnels" il gagne la médaille d'argent. Il porte alors le patronyme lituanisé de Jonas Romanovas.

## Biographie
Ivan Romanov est sociétaire du Dynamo de Klaipėda, quand il est sélectionné en juillet 1983 pour disputer avec l'équipe de la République socialiste soviétique de Lituanie la huitième Spartakiade d'été de l'URSS. Les Spartakiades tenaient lieu tous les quatre ans de Championnats d'URSS dans toutes les spécialités du vélo. Mais ce n'est pas un inconnu. Junior, en 1975, Ivan Romanov a remporté la Course de la Paix juniors une épreuve par étapes disputée en Tchécoslovaquie, puis avec l'équipe soviétique il remporte le premier titre de champion du monde junior contre-la-montre par équipe masculin. En 1983, c'est sur piste qu'il concourt. Il remporte le championnat "individuel six-jours" et termine 4e de la course aux points. Ces performances le qualifient pour le championnat du monde de la course aux points. En URSS, de nombreux coureurs sur piste courent également sur la route, tels Viatcheslav Ekimov, Marat Ganeïev et Ivan Romanov ne  fait pas exception. Les années suivantes, il participe à de nombreuses compétitions routières. En 1986, il remporte une étape de la Course de la Paix, qu'il termine à la 6e place finale. Il est aussi à deux reprises champion d'URSS, dans la spécialité "critérium".
Professionnel durant trois années, de 1990 à 1992, il court dans l'équipe russe Lada-Ghzel. Quand celle-ci se retire du cyclisme, il est recruté au seuil de la saison 1992 par l'équipe colombienne Ryalcao-Postobón, dont le leader est le grimpeur colombien Luis Herrera. Avec cette équipe, au sein de laquelle court d'autres coureurs cyclistes lituaniens, dont Remigius Lupeikis, il participe au Tour d'Italie. Luis Herrera termine huitième de ce Giro, et la 96e place de Romanovas est celle d'un équipier non grimpeur. Il participe aussi à la classique Paris-Tours, dont il se classe à la 22e place. Celui qui se nomme depuis 1991, Jonas Romanovas, reprend début 1993, une activité de coureur dans le circuit français des courses "amateurs" et y redécouvre les succès, en compagnie de plusieurs de ses compatriotes lituaniens. Mais en 1995, sélectionné dans l'équipe nationale de la Lituanie pour participer à la Course de la Paix, il ne termine pas la course. Cela semblait mettre fin à sa carrière cycliste. Pourtant, l'année suivante, âgé de 39 ans, il était sélectionné pour faire partie de l'équipe de Lituanie aux Jeux olympiques  d'Atlanta. Dans le championnat sur route, il ne termine pas la course.

## Une carrière professionnelle et politique
Marié, père de trois enfants, celui qui porte le nom de Romanovas, est fortement impliqué dans la société de la Lituanie nouvelle. Il figure parmi les dirigeants de la fédération cycliste et préside le club sportif de sa ville natale. Devenu homme d'affaires et industriel, il occupe depuis 2007 des responsabilités politiques. Il est élu député régional et conseiller municipal de la ville de Klaipėda, investi par le Parti travailliste. 

## Palmarès sur piste
- 1983
  -  Champion d'URSS individuel de course des "six-jours"[7]
  -  3e du championnat du monde de la course aux points amateurs
- 1984
  - 3e de la course aux points des Jeux de l'Amitié
- 1985
  - 2e du championnat d'URSS de la course aux points[8]
- 1986
  - 2e du championnat d'URSS de course des "six-jours" (avec Alexandre Alexandrov)[9]
- 1987
  -  Champion d'URSS de course à l'américaine (avec Alexandre Alexandrov)[10]
- 1990
  - 3e du championnat d'URSS de la course aux points
- 1992
  -  2e du championnat du monde de la course aux points

## Palmarès sur route

### Palmarès année par année
- 1975
  - Course de la Paix juniors
  -  Champion du monde du contre-la-montre par équipes juniors (avec l'équipe soviétique)
- 1983
  - Course en ligne du Grand Prix de Taschkent[11]
  - Contre-la-montre du Grand Prix de Taschkent
- 1985 
  -  Champion d'URSS de critérium
  - Tour de Grèce[12]
  - 7e étape du Championnat d'URSS des courses à étapes
  - 8e étape du Tour de Suède
  - 2e du championnat d'URSS des courses à étapes
- 1986
  - 1re, 8e, 9eb et 11e étapes du Tour de Cuba[13]
  - 2e étape de la Semaine bergamasque
  - 14e étape de la Course de la Paix[14]
  - 2eb et 10ea (contre-la-montre) étapes du Tour de Colombie
  - Prologue, 1rea, 3eb et 4e étapes du Trophée Joaquim-Agostinho
  - 2e de la Semaine bergamasque
  - 2e du Trophée Joaquim-Agostinho
  - 2e du championnat d'URSS de critérium
  - 6e de la Course de la Paix
- 1987
  -  Champion d'URSS de critérium
  - 3e du Tour du Maroc
- 1988
  - 2e et 7e étapes du Tour de Grèce
- 1991
  - 3e de Halle-Ingooigem
  - 3e de la Gullegem Koerse
- 1993
  - Mi-août bretonne[15]
  - 7e épreuve de la Mi-août bretonne (à Brest-Technopole)
  - 3e étape de Barcelone-Montpellier
  - 2e (contre-la-montre par équipes) et 12e étapes du Tour de Pologne
  - 2e de Barcelone-Montpellier
  - 3e du Tour de Pologne
- 1994
  - Ronde van Midden-Nederland
  - 2e du Tour de Normandie
  - 3e du Circuit des Mines

### Résultats sur le Tour d'Italie
- 1992 : 96e